# Arstanosaurus akkurganensis
Arstanosaurus akkurganensis Shilin and Suslov, 1982 è un dinosauro erbivoro, appartenente agli adrosauri (dinosauri a becco d'anatra). I suoi resti fossili sono stati ritrovati in Kazakistan, in strati del Cretacico superiore (Santoniano/Campaniano, circa 80 milioni di anni fa). È stato a volte attribuito ai ceratopsidi, o dinosauri cornuti.

## Classificazione
Questo dinosauro è conosciuto per una mascella fossile, ma gli è stato attribuito anche un femore rinvenuto nello stesso giacimento. Descritto per la prima volta nel 1982, Arstanosaurus è stato a lungo ignorato e considerato un adrosauro di dubbia identità, fino a quando, verso la metà degli anni '90, venne avanzata l'ipotesi che si trattasse di un ceratopside (il primo conosciuto in Asia). Successivamente, però, l'ipotesi venne archiviata, in quanto le presunte caratteristiche insolite di Arstanosaurus erano in realtà dovuta alla distorsione del fossile: la mascella, secondo il nuovo studio, era simile a quella dell'adrosauro Bactrosaurus. Il femore, invece, non è ben conservato. 

## "Gadolosaurus", il giovane adrosauro
Uno scheletro fossile di un giovane dinosauro, probabilmente rinvenuto durante una spedizione sovietico-mongola in Mongolia in strati dei Cenomaniano o Santoniano, è stato attribuito ad Arstanosaurus, anche se senza una base precisa. Questo scheletro è stato denominato "Gadolosaurus" e, anche se rivelato al pubblico nel 1979, non è mai stato descritto ufficialmente ed è attualmente considerato un nomen nudum. Lungo solo un metro, questo scheletro è stato esposto durante un'esposizione sovietica di fossili in Giappone. Apparentemente, il nome "Gadolosaurus" deriva da una traduzione fonetica giapponese della parola cirillica "gadrosavr" ("adrosauro"), e non è mai stato utilizzato per stabilire un nome generico. 
Classificato variamente come un adrosauro o un iguanodonte, è stato attribuito anche a dinosauri a becco d'anatra già noti, come Tanius o Shantungosaurus; in seguito, senza una base precisa, venne classificato come Arstanosaurus.